# Siramesin
Siramesin (Lu 28-179) je agonist sigma receptora. On je selektivan za σ2 tip.
U istraživanjima na životinjama, za siramesin je utvrđeno da proizvodi anksiolitičke i antidepresivne efekte. Njega je razvila farmaceutska kompanija H Lundbek za lečenje anksioznosti. Razvoj je prekinut nakon što su klinička ispitivanja pokazala da nema dovoljnu efikasnost kod čoveka.
Za siramesin je pokazano da proizvodi povećane antidepresivne efekte kad se dozira zajedno sa NMDA antagonistima. On je takođe bio korišten u studijama σ2 aktivnosti kokaina, a i bilo je pokazano da ima antikancerogene osobine in vitro i in vivo.

## Spoljašnje veze
- Siramesine на 